# Lindchen

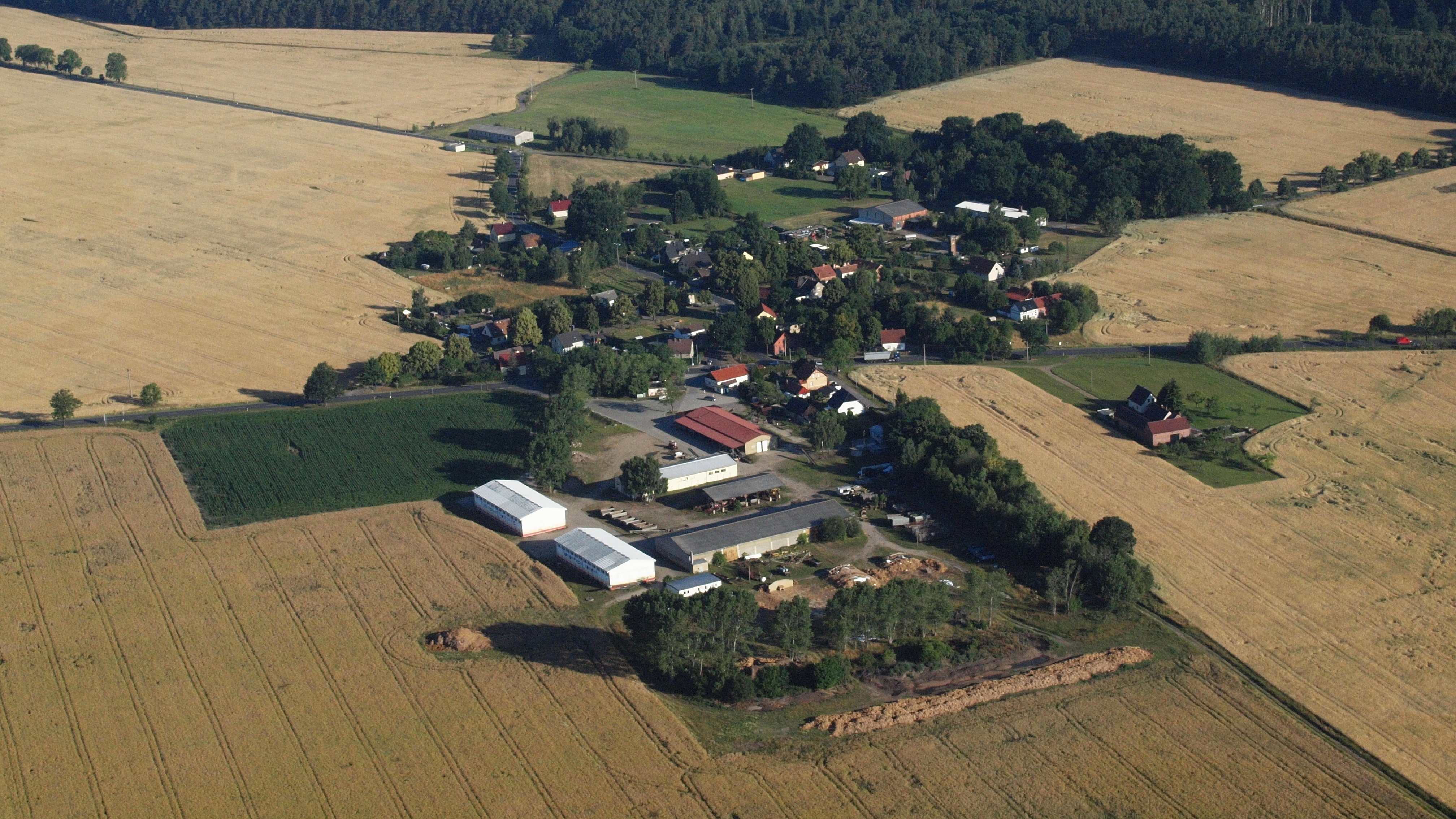
Lindchen, Luftaufnahme (2015)

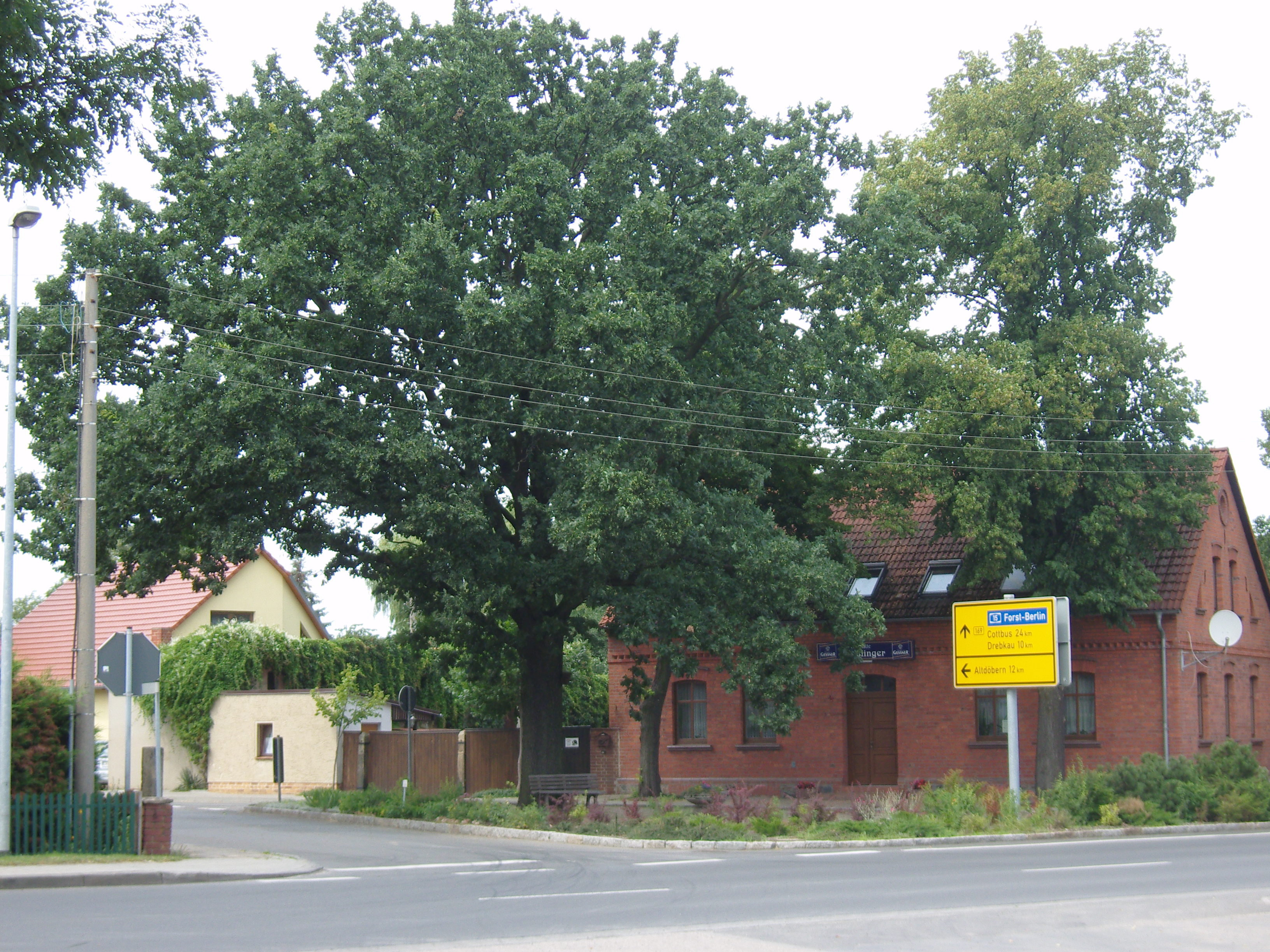
Lindchen

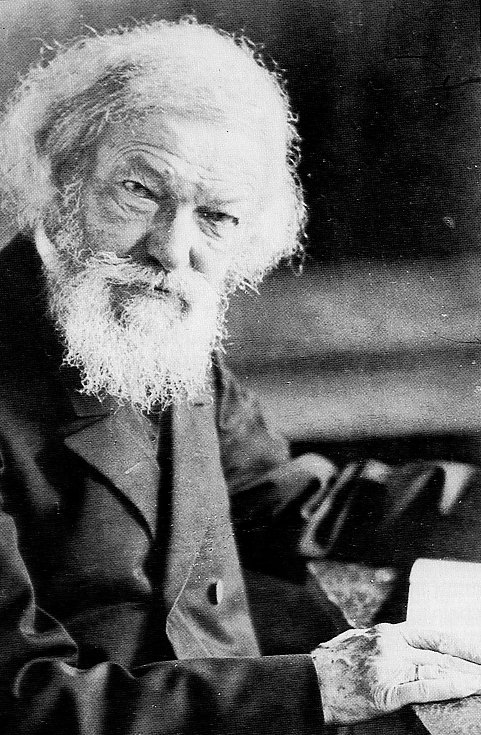
Julius Kühn – Besitzer des Gutes Lindchen

Lindchen, niedersorbisch Lindow, ist ein Ort im südbrandenburgischen Landkreis Oberspreewald-Lausitz. Der Ort ist Teil der Gemeinde Neu-Seeland, die zum Amt Altdöbern gehört. Lindchen liegt in der Niederlausitz nordwestlich von Welzow und zählt zum amtlichen Siedlungsgebiet der Sorben/Wenden. Zum Ort gehören die Ortslagen Leeskow, Dörrwolf und Kunersdorf.

## Geschichte
Lindchen wurde 1462 erstmals unter dem Namen „Lindo“ erwähnt. Der Ort war durch Ackerbau und Viehzucht geprägt. Im Jahre 1898 kaufte der Agrarwissenschaftler Julius Kühn das Gut Lindchen und wandelte es in ein Versuchsgut um. Er untersuchte hier die Möglichkeiten, auf sehr leichten Sandböden den Anbau landwirtschaftlicher Kulturpflanzen zu verbessern.
Am 1. Januar 1974 wurde der Ort Leeskow nach Lindchen eingemeindet. Im Zuge der brandenburgischen Gemeindegebietsreform kam es zum 1. Februar 2002 zur Bildung der Gemeinde Neu-Seeland aus den Gemeinden Lubochow, Ressen und Bahnsdorf sowie Lindchen.

## Einwohnerentwicklung
| Einwohnerentwicklung in Lindchen von 1875 bis 2001 | Einwohnerentwicklung in Lindchen von 1875 bis 2001 | Einwohnerentwicklung in Lindchen von 1875 bis 2001 | Einwohnerentwicklung in Lindchen von 1875 bis 2001 | Einwohnerentwicklung in Lindchen von 1875 bis 2001 | Einwohnerentwicklung in Lindchen von 1875 bis 2001 | Einwohnerentwicklung in Lindchen von 1875 bis 2001 | Einwohnerentwicklung in Lindchen von 1875 bis 2001 |
| Jahr                                               | Einwohner                                          | Jahr                                               | Einwohner                                          | Jahr                                               | Einwohner                                          | Jahr                                               | Einwohner                                          |
| -------------------------------------------------- | -------------------------------------------------- | -------------------------------------------------- | -------------------------------------------------- | -------------------------------------------------- | -------------------------------------------------- | -------------------------------------------------- | -------------------------------------------------- |
| 1875                                               | 89                                                 | 1890                                               | 92                                                 | 1910                                               | 107                                                | 1925                                               | 172                                                |
| 1933                                               | 156                                                | 1939                                               | 123                                                | 1946                                               | 179                                                | 1950                                               | 174                                                |
| 1964                                               | 133                                                | 1971                                               | 139                                                | 1981                                               | 159                                                | 1985                                               | 155                                                |
| 1989                                               | 121                                                | 1990                                               | 116                                                | 1991                                               | 109                                                | 1992                                               | 97                                                 |
| 1993                                               | 91                                                 | 1994                                               | 89                                                 | 1995                                               | 86                                                 | 1996                                               | 100                                                |
| 1997                                               | 107                                                | 1998                                               | 111                                                | 1999                                               | 110                                                | 2000                                               | 113                                                |
| 2001                                               | 118                                                |                                                    |                                                    |                                                    |                                                    |                                                    |                                                    |

## Persönlichkeiten
- Ernst Huhn (1862–1926), Ingenieur

## Verkehr
Durch Lindchen führt die Bundesstraße 169.